# Colonia Guadalupe, Toluca de Lerdo
Colonia Guadalupe är en ort i Mexiko.   Den ligger i kommunen Toluca och delstaten Mexiko, i den sydöstra delen av landet, 60 km väster om huvudstaden Mexico City. Colonia Guadalupe ligger 2 867 meter över havet och antalet invånare är 730.
Terrängen runt Colonia Guadalupe är kuperad söderut, men norrut är den platt. Runt Colonia Guadalupe är det mycket tätbefolkat, med 2 028 invånare per kvadratkilometer. Närmaste större samhälle är Toluca, 8,5 km norr om Colonia Guadalupe. I omgivningarna runt Colonia Guadalupe växer huvudsakligen savannskog.